# La Parota, San Luis Acatlán
La Parota är en ort i Mexiko.   Den ligger i kommunen San Luis Acatlán och delstaten Guerrero, i den sydöstra delen av landet, 280 km söder om huvudstaden Mexico City. La Parota ligger 1 096 meter över havet och antalet invånare är 314.
Terrängen runt La Parota är huvudsakligen kuperad, men österut är den bergig. Runt La Parota är det ganska glesbefolkat, med 43 invånare per kvadratkilometer. Närmaste större samhälle är Iliatenco, 15,7 km nordväst om La Parota. I omgivningarna runt La Parota växer huvudsakligen savannskog.